# Diocese de Magneto
A Diocese de Magneto (em latim: Dioecesis Magnetensis) é uma diocese histórica portuguesa, sendo atualmente uma sé titular, correspondendo a sua sé à atual povoação de Meinedo, no concelho de Lousada.

## História
Obscura nas suas origens, como outras dioceses hispânicas, a primeira referência data do III Concílio de Toledo, em 589, ao qual assistiu o bispo Constâncio. Em 572 há referência aos bispos da Galiza, presentes no Concílio de Braga, entre eles Viator.
Meinedo (Magnetis) é, na atualidade, uma freguesia pertencente ao concelho de Lousada que dista da cidade do Porto cerca de 30 km, e terá sido, segundo toda a probabilidade, a primeira Sé da Diocese do Porto.
Conhecem-se dois bispos da diocese, Basílio e Arisberto, tendo depois disso a diocese sido transferida para Portucale, estando na origem da atual diocese do Porto. A atual sé titular foi restaurada em 1970 (1969).

## Bispos
1. Basílio;
2. Arisberto (459).

## Bispos titulares
1. Angelo Frosi, S.X. (2 de Fevereiro de 1970 - 26 de Maio de 1978, depois bispo de Abaetetuba);[1]
2. Armido Gasparini, M.C.C.I. (15 de Março de 1979 - 21 de Outubro de 2004);
3. António Francisco dos Santos (21 de Dezembro de 2004 - 21 de Setembro de 2006, nomeado bispo de Aveiro);
4. César Garza Miranda, O.F.M. (17 de Outubro de 2020 – presente).

## Arcebispos titulares
1. Léon Kalenga Badikebele (1 de Março de 2008 - 12 de Junho de 2019).